# Julia Salazar
Julia Salazar (Miami, 31 december 1990) is een Amerikaans opbouwwerker, activiste en politica. Ze zetelt sinds 2019 in de New York State Senate.
Op 13 september 2018 versloeg Salazar zittend senator Martin Dilan in de Democratische voorverkiezing voor het 18e kiesdistrict van de staatssenaat. De kiesstrijd trok uitzonderlijk nationale en internationale aandacht vanwege controverses over Salazars voorgeschiedenis en haar lidmaatschap van de Democratic Socialists of America (DSA). Op 6 november 2018 won Salazar de algemene verkiezing, waarin ze geen Republikeins tegenstander had. Op 1 januari 2019 legde ze de eed af.
In 2020 werd Salazar in de voorverkiezing uitgedaagd door Andy Marte, een Democraat van rechtse signatuur. Salazar won de voorverkiezing met 86,7% en haalde 97,4% van de stemmen bij de algemene verkiezing in november. In 2022 en 2024 werd ze herverkozen als Democrate en met steun van de Working Families Party, zonder uitdagers. Sinds 2021 is Salazar niet langer de enige socialist in het parlementair halfrond; anno 2025 zetelen er 3 leden van DSA in de senaat en 6 in het New York State Assembly.